# Henneke Stavenuiter
Henneke Stavenuiter (1 de mayo de 1956) es una deportista neerlandesa que compitió en vela en la clase 470.
Ganó dos medallas en el Campeonato Mundial de 470, plata en 1985 y bronce en 1986, y una medalla de plata en el Campeonato Europeo de 470 de 1986.

## Palmarés internacional
| \| Campeonato Mundial \| Campeonato Mundial \| Campeonato Mundial \| Campeonato Mundial \| \| Año \| Lugar \| Medalla \| Clase \| \| ------------------ \| -------------------------- \| ------------------ \| ------------------ \| \| 1985 \| Marina di Carrara (Italia) \| Medalla de plata \| 470 \| \| 1986 \| Salou (España) \| Medalla de bronce \| 470 \| \| Campeonato Europeo \| \| \| \| \| Año \| Lugar \| Medalla \| Clase \| \| 1986 \| Sønderborg (Dinamarca) \| Medalla de plata \| 470 \| |                            |                   |       |
| Campeonato Mundial |                            |                   |       |
| Año | Lugar                      | Medalla           | Clase |
| 1985 | Marina di Carrara (Italia) | Medalla de plata  | 470   |
| 1986 | Salou (España)             | Medalla de bronce | 470   |
| Campeonato Europeo |                            |                   |       |
| Año | Lugar                      | Medalla           | Clase |
| 1986 | Sønderborg (Dinamarca)     | Medalla de plata  | 470   |